# بور ريدج (إلينوي)
بور ريدج (بالإنجليزية: Burr Ridge)‏ هي قرية تقع في الولايات المتحدة في إلينوي. يقدر عدد سكانها بـ 10,559 نسمة .

## الموقع الجغرافي
الموقع الجغرافي للمناطق المحيطة بهذه النقطة هو كالتالي: